# Sanriku Railway
La Sanriku Railway (三陸鉄道, Sanriku Tetsudō), également appelée Santetsu (三鉄), est une compagnie de transport de passagers qui exploite une ligne ferroviaire dans la préfecture d'Iwate au Japon. Son siège social se trouve dans la ville de Miyako. La préfecture d'Iwate est son principal actionnaire.

## Histoire
La compagnie a été fondée le 10 novembre 1981. Son nom fait référence à la côte de Sanriku que la compagnie dessert.

## Ligne
La compagnie possède une seule ligne, la ligne Rias. Elle se compose de plusieurs lignes cédées par la Japanese National Railways et la JR East.
| Ligne      | Nom japonais | Terminus      | Longueur (km) | Gares |
| ---------- | ------------ | ------------- | ------------- | ----- |
| Ligne Rias | リアス線     | Sakari - Kuji | 163,0         | 41    |

## Materiel roulant

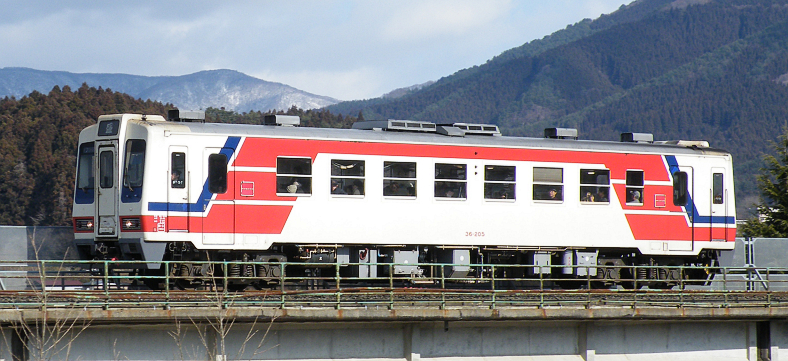
Série 36-100
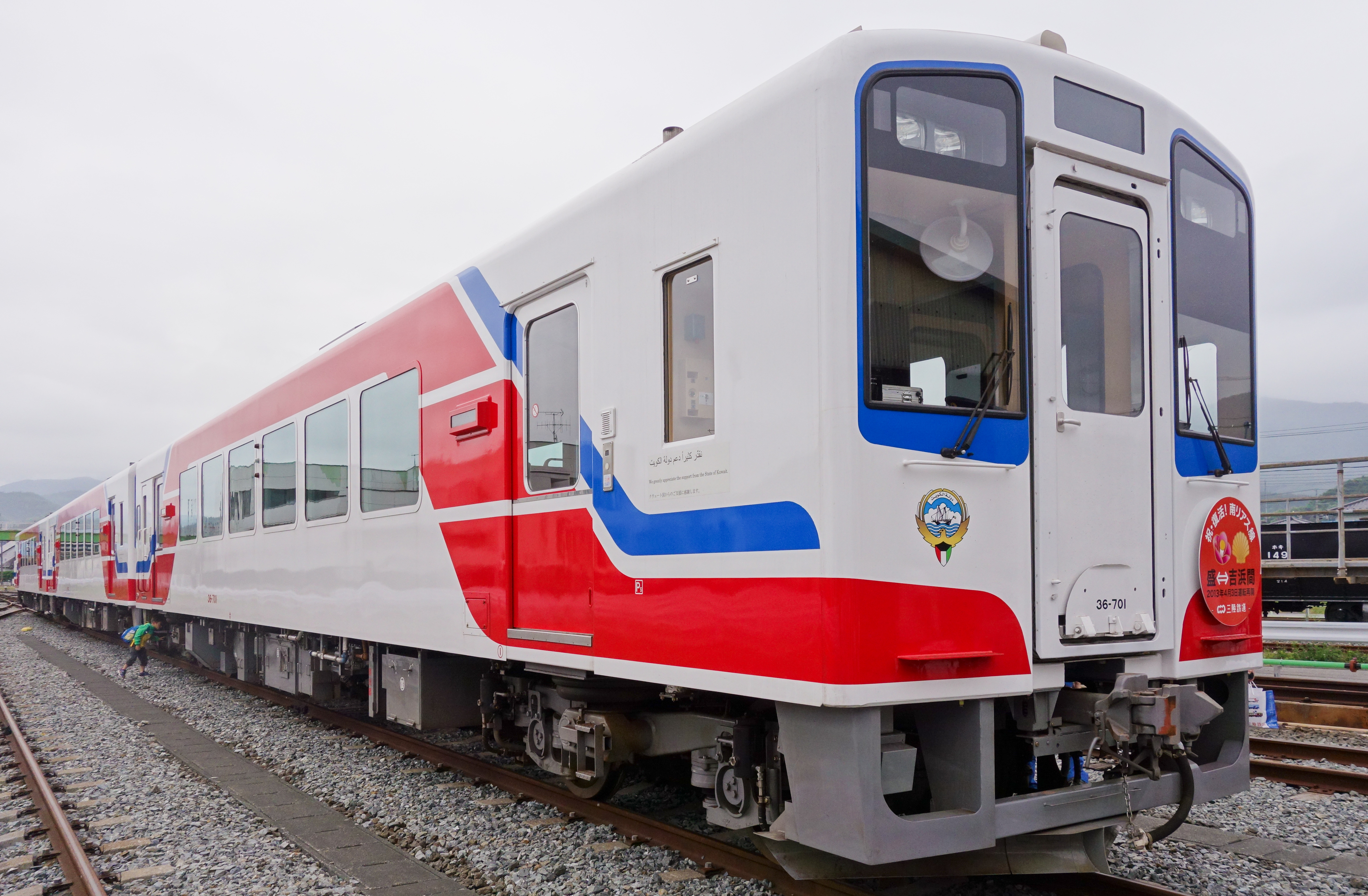
Série 36-700
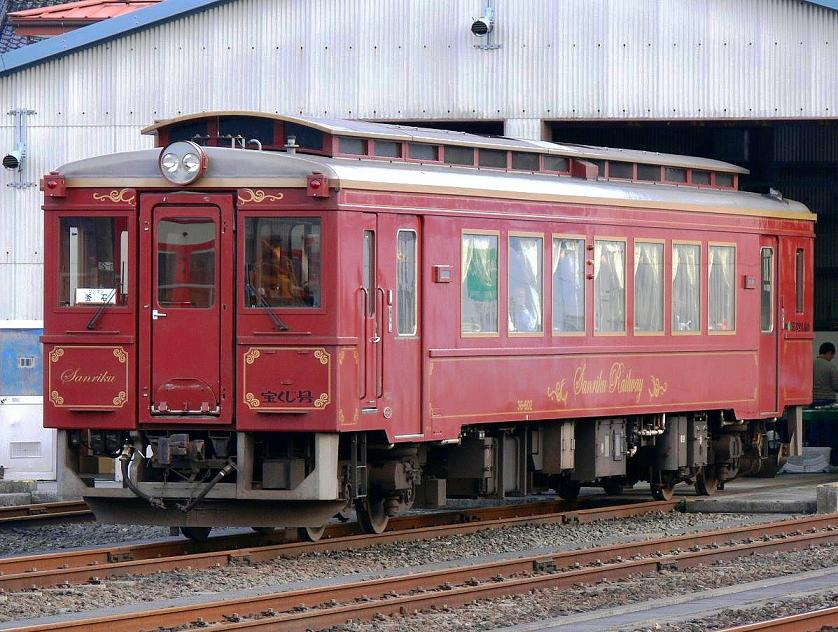
Série 36-R
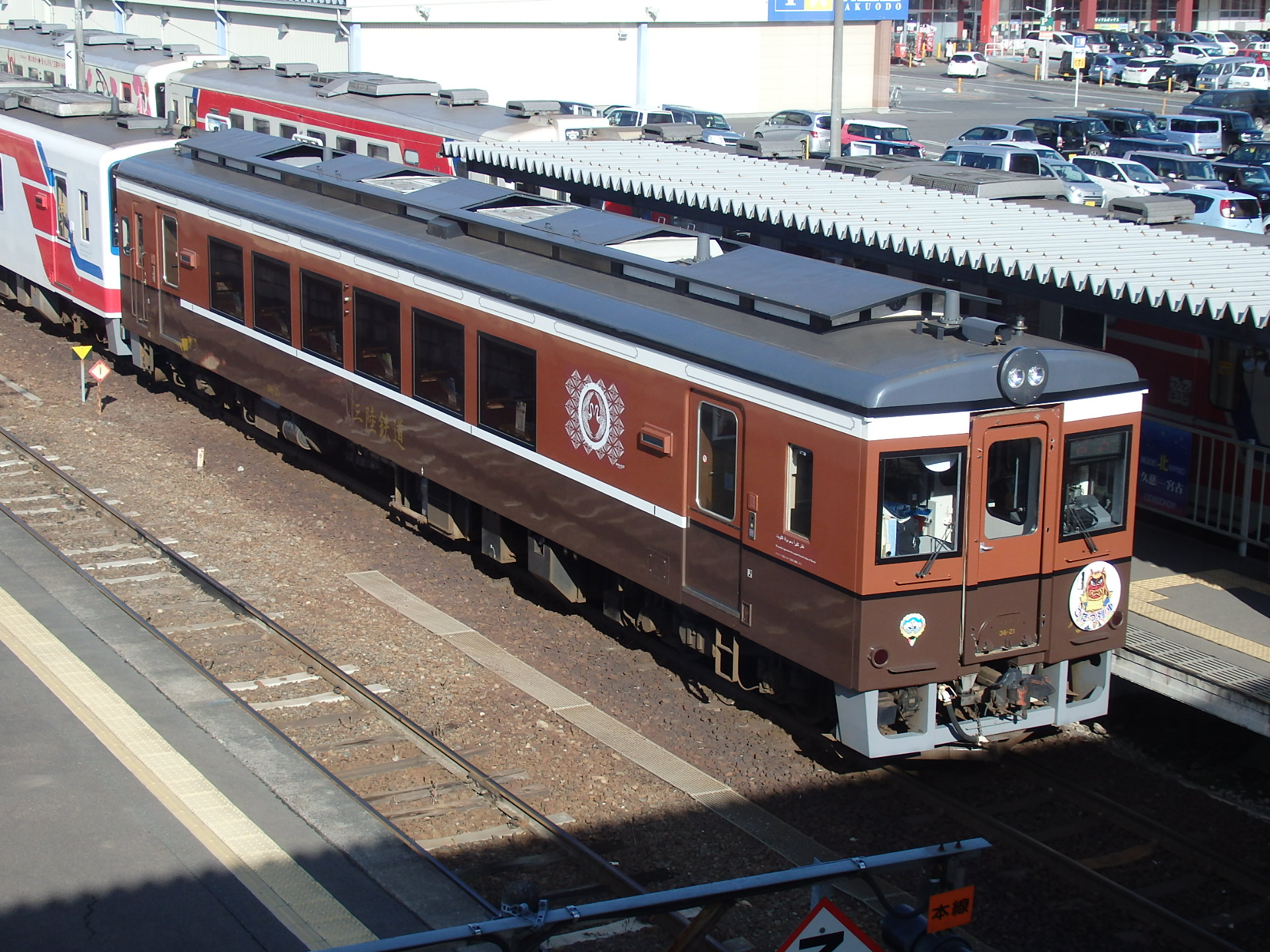
Série 36-Z